# Слободка (Калиновский район)
Слободка (укр. Слобідка) — село на Украине, находится в Калиновском районе Винницкой области.
Код КОАТУУ — 0521682806. Население по переписи 2001 года составляет 782 человека. Почтовый индекс — 22433. Телефонный код — 4333.
Занимает площадь 1,996 км².

## История
По состоянию на 1885 год в бывшем собственническом селе Яновская Слободка Яновской волости Литинского уезда Подольской губернии проживало 746 человек, насчитывалось 65 дворовых хозяйств, действовала православная церковь, была школа и постоялый дом.
По переписи 1897 года в селе насчитывалось 1025 человек (494 мужского пола и 531 — женского), из которых 1025 — православной веры.
В 1946 году указом ПВС УССР село Яновская Слободка переименовано в Слободку.

## Религия
В селе действует храм Святой Параскевы Калиновского благочиния Винницкой епархии Украинской православной церкви.

## Адрес местного совета
22432, Винницкая область, Калиновский р-н, с. Иванов, ул. Свинаря, 17, тел. 3-73-71; 3-73-94